# Nichallea soyauxii
Nichallea   es un género monotípico de plantas con flores perteneciente a la familia de las rubiáceas. Incluye una sola especie: Nichallea soyauxii (Hiern) Bridson (1978). Es nativa de las regiones tropicales de África.

## Taxonomía
Nichallea soyauxii fue descrita por (Hiern) Bridson y publicado en Kew Bulletin 33(2): 290, en el año 1978.
Sinonimia
- Ixora asteriscus K.Schum.
- Ixora atrata Stapf
- Ixora soyauxii Hiern basónimo
- Ixora thomsonii Hiern
- Pavetta melanophylla K.Schum.
- Rutidea atrata Mildbr. ex Hutch. & Dalziel
- Rutidea melanophylla (K.Schum.) Mildbr.
- Tarenna asteriscus (K.Schum.) Bremek.
- Tarenna lagosensis Hutch. & Dalziel
- Tarenna nigrescens R.D.Good
- Tarenna nigroviridis R.D.Good
- Tarenna soyauxii (Hiern) Bremek.[3]